# The Expiation
The Expiation è un cortometraggio muto del 1909 scritto e diretto da David W. Griffith. Prodotto e distribuito dalla Biograph Company, il film uscì nelle sale il 21 ottobre 1909.

## Trama
Quando Edward Waterbury, un alcolizzato senza speranza, assiste non visto all'incontro tra la moglie e l'amico Trevor, fraintende le intenzioni dei due che, benché innamorati, si sono incontrati invece proprio per dirsi addio, non volendo cedere al loro sentimenti. Trevor, infatti, parte per il West mentre la signora Waterbury si ritira nella sua stanza. Ubriaco e geloso, Waterbury si lascia trascinare dall'ira, minacciando la moglie con una pistola. Poi, però, si pente e, in un momento di lucidità, le scrive un biglietto di addio, dove le chiede perdono e le consiglia di sposare Trevor dopo che lui sarà morto. Quando la moglie vede il corpo senza vita del marito, si autoaccusa della sua morte e lacera la lettera. Avvisato da un amico, Trevor torna indietro. Ma la vedova, ormai, vive come una reclusa e niente può cambiare la sua decisione di restare fedele alla memoria del marito, neanche il sincero amore di Trevor.

## Produzione
Il film fu prodotto dalla Biograph Company.

## Distribuzione
Distribuito dalla Biograph Company, il film - un cortometraggio di una bobina - uscì nelle sale cinematografiche statunitensi il 21 ottobre 1909.